# Marie Smidt

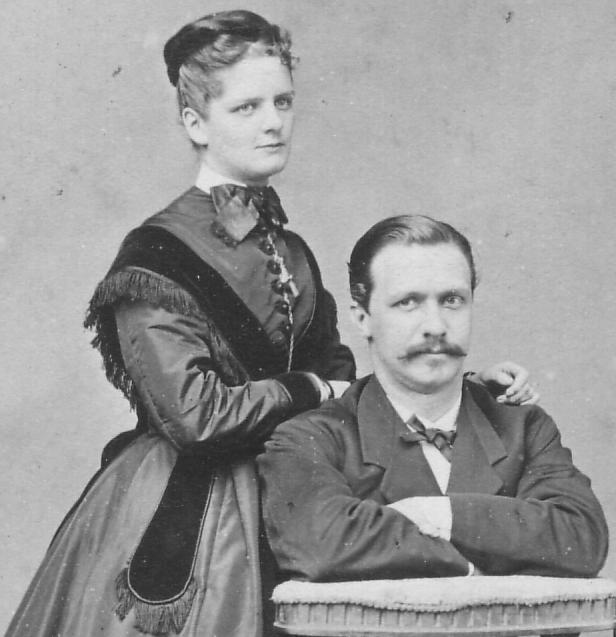
Johann und Marie Smidt in Bremen, vor der Ausreise nach Kalkutta (1870)

Marie Smidt (Geburtsname Achelis, * 8. Mai 1845 in Brooklyn, New York; † 9. Februar 1925 in Bremen) war die Gattin des deutschen Kaufmanns und Unternehmers Johann Smidt. Die Briefe, die sie an ihre Eltern, später nur an ihre Mutter, in New York schrieb, schildern Aspekte des bürgerlichen Lebens in Bremen aus der Sicht einer Bürgersfrau, die in einem anderen Kulturkreis aufgewachsen ist.

## Leben
Marie Achelis war die Tochter des aus Bremen stammenden Überseekaufmanns Thomas Achelis in New York (1807–1872) und dessen Ehefrau Julie Sophie Rosine, geb. Hütterott (1821–1905). Thomas Achelis war 1833 von Bremen aus nach Amerika ausgewandert und hatte in New York die Firma Fredk Vietor & Achelis gegründet. Die Familie wohnte in dem damals vornehmen Vorort Brooklyn. Im Alter von 15 Jahren wurde Marie nach Deutschland geschickt, um im Stuttgarter Katharinenstift zwei Jahre lang erzogen zu werden. Dann kehrte sie wieder zu ihren Eltern nach Brooklyn zurück. Dort lernte sie im Herbst 1868 Johann Smidt kennen und heiratete ihn am 5. Januar 1869. In Bremen warteten sie die Geburt des ersten Kindes ab, bevor sie nach Kalkutta ausreisten. Dort war Johann Smidt Eigentümer der von ihm mit einem Freund gegründeten Firma Schroeder, Smidt & Co.
1873 kehrte Marie Smidt mit ihrer Familie nach Bremen zurück und widmete sich der Erziehung ihrer sechs Kinder (von denen eins in KalKutta zur Welt kam) und der Unterstützung ihres Mannes bei seinen gesellschaftlichen und gemeinnützigen Aufgaben.

## Briefe
Marie Smidt, eine junge Ehefrau, Schwiegertochter des bekannten Bremer Richters Johann Hermann Smidt schreibt Briefe an ihre Eltern Thomas Achelis und Julie Sophie Rosine Achelis geb. Hütterott. 64 dieser Briefe, geschrieben zwischen 1869 und 1882, liegen im Original im Staatsarchiv Bremen.
Das Besondere an diesen Briefen: Eine gebildete Bürgersfrau, die nicht in Bremen, sondern in den Vereinigten Staaten von Amerika aufgewachsen ist, teilt ihren Eltern ihre Meinung über die bürgerliche Kultur in Bremen mit und vergleicht sie mit der Kultur einer vergleichbaren Gesellschaftsschicht in Brooklyn/New York. Die Begeisterung über den Sieg gegen Frankreich., die Verzweiflung über das Bremer Wetter, Unterschiede beim Saubermachen, Unzufriedenheit mit den Bremer Nahrungsmitteln, weshalb sie bei ihrer Mutter in New York Delikatessen wie Tomaten, Bananen, Äpfel, Enten und Puter bestellte.

## Mode
Marie Smidt schreibt über die Kleidung, die von bürgerlichen Frauen in Bremen bei Gesellschaften getragen wurde. In Bremen, wahrscheinlich generell in Europa, werden bei Gesellschaften, vor allem bei Tanzgesellschaften, stets ausgeschnittene Kleider getragen, außer bei Tischgesellschaften oder kleineren Soirées.

## Weihnachten
Nicht nur die umfangreichen Vorbereitungen auf das Weihnachtsfest, sondern auch die Dankesbriefe, die nach dem Fest versandt wurden und den Ablauf schilderten, geben ein anschauliches Bild von der Sentimentalität, die vor allem bei Deutschen eintritt, wenn sie in fernen Ländern ansässig sind und sich an die Weihnachtsfeste ihrer Kindheit erinnern.

## Geselligkeit in Bremen
Marie Smidt trauert der „gemütlichen“ Geselligkeit in Brooklyn nach. In Bremen entfernen sich die Herren gleich nach dem Ende des Abendessens von der Tafel, um in einem anderen Raum L’Hombre zu spielen, wohingegen sie in Brooklyn bis zum Ende des Abends mit den Damen zusammen bleiben. Dadurch werden die Bremerinnen zu „Klatschschwestern“, die strickend zusammensitzen. Bei Bremer Abendgesellschaften sei stets das Essen die Hauptsache, während man in Brooklyn mehr wegen der Geselligkeit zusammenkäme. In den Salons der Bremer Gesellschaft wurde nach dem Abendessen häufig das Kartenspiel L’Hombre gespielt. Johann Smidt verrät uns in einem Brief an seine Schwiegereltern, dass er lieber L’Hombre spielt, als ins Theater zu gehen; ein großer Kummer für Marie. Marie Smidt schreibt, dass das L’Hombre Spielen jetzt von den Herren dem Whist-Spielen vorgezogen wird.
Der Bremer Freimarkt findet in Maries Briefen oft Erwähnung und scheint ein wichtiges gesellschaftliches Ereignis gewesen zu sein.
Der Brief vom 27. Februar bis 1. März 1880 berichtet über ein Treffen der Jacobsgesellschaft im Smidt’schen Hause. Ein Päckchen mit Enten und Bananen aus Brooklyn traf leider zu spät ein, um die Gäste zu erquicken. Der Gärtner hatte einen solchen „bunch“ Bananen noch nie gesehen und bedauerte, dass er ihn nicht am Tage zuvor bei der Gartenbauversammlung als Rarität zeigen konnte.
Die Gesellschaft bestand aus 12 Herren: Otto Gildemeister, Herr Senator Pauli, Dr. Strube, Dr. Heineken, Herr Beekhel(?), Herr Richard Fritz, Herr August Fritze, Herr Senator Barkhausen, Johannes C. Achelis, Arnold Duckwitz, Edu Wätjen und Johann Smidt – zugeladen hatte Letzterer: Onkel Lühmann, Prof. Motz(?), Eduard Büsing, Louis Meyer, George Vietor, Louis Vietor, Fritz Achelis und Julius Smidt. Während die Herren oben assen, hatten sich 10 Damen unten in der Plättstube versammelt, zum Probieren und Schmausen, und haben sich dort
„ganz prachtvoll amüsiert; sobald das Essen herunter kam, wurde es in die Plättstube gebracht, und nun kam unsere Reihe – es ging wirklich zu lächerlich und urgemütlich dabei her, wir haben uns noch so reichlich gut dabei amüsiert, wie die Herren. Als es dann vorbei war, kamen die ganz bekannten Herren herunter und sagten uns guten Abend und fanden es bei uns, wo ich es natürlich ein klein wenig gemütlich gemacht hatte, äusserst behaglich. – In der Küche sah es schrecklich aus, der Koch mit seiner Frau, 3 Mädchen und 5 Lohndiener, die sich da beständig umrannten, Du kannst Dir ungefähr davon einen Begriff machen. – Um drei Uhr waren die Herren Brüder zur Rechnungsablage gekommen, um 4 1/4 wurde gegessen, und danach spielten die Herrn, bis die letzten um 11 Uhr nach Haus gingen! …“

## Kalkutta
Marie Smidts Briefe aus Kalkutta sind nicht erhalten geblieben, aber es existieren Briefe von Maries Ehemann Johann Smidt über seine Zeit in Kalkutta.